# 粒子

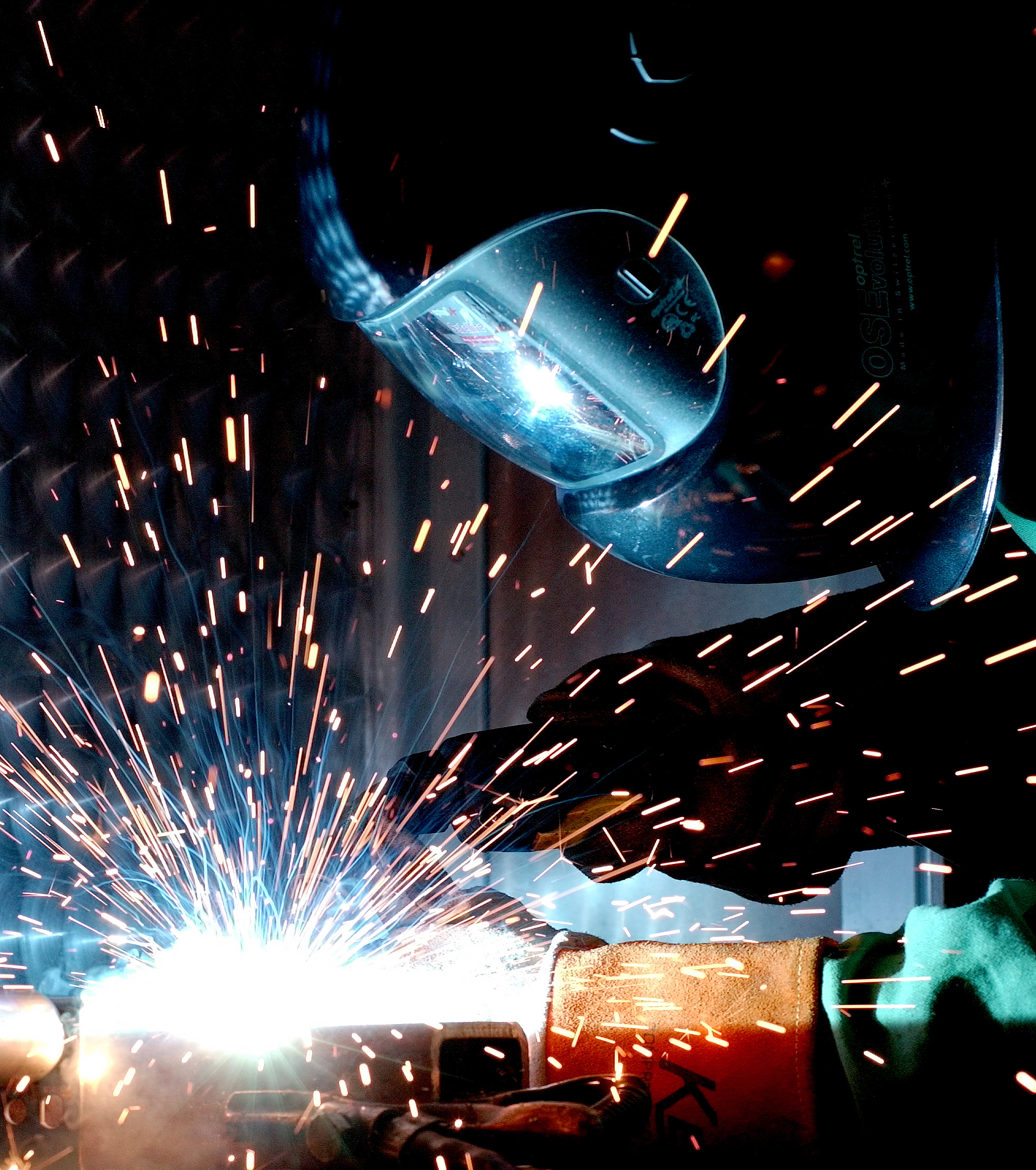
電弧焊工人需穿戴防護用具，以防止遭火花 (火)傷害，火花為焊接表面被加熱而飛出的金屬粒子。

物理科學中，粒子（英語：particle，旧称 ）為占有微小局域的物体，其可以被赋予若干物理性质或化学性质，如体积、密度或质量。它们在大小或数量上差别很大，从亚原子粒子（如：电子），到微观粒子（如：原子和分子），再到宏观粒子（如：粉末和其他颗粒材料）。粒子也可以用来创建更大物体的科学模型，这取决于它们聚集的程度，如在人群中移动的人类或运动的天体。

## 固、液、气体的粒子排列和运动的比较
固体粒子之间的距离很小，且呈规则排列。粒子在确定位置上不停振动，所以固体具有稳固性，有一定的体积和形状。 液体粒子之间的距离比固体的略大，呈不规则的排列，粒子做振动的同时做短距离的自由移动。所以液体具有流动性，有一定的体积，但没有一定形状。气体粒子之间的距离很大，呈不规则排列。粒子可以在空间到处自由活动。所以气体具有弥散性，能充满所能达到的空间。它既没有一定的形状，也没有一定的體積。